# Антоніо Техеро
Антоніо Техеро Моліна (ісп. Antonio Tejero Molina; нар. 30 квітня 1932, Алаурін-ель-Гранде, Іспанія) — іспанський військовий, офіцер жандармерії, колишній підполковник Цивільної гвардії. Був одним з керівників проваленої спроби державного перевороту в Іспанії 23 лютого 1981.
Переконаний франкіст, націоналіст та антикомуніст.
Відбув п'ятнадцять років ув'язнення. 
Після звільнення професійно зайнявся живописом. 
Виступає з політичними заявами ультраправого характеру.
За військовий заколот, обтяжений рецидивом, у травні 1982 року Антоніо Техеро був засуджений до 30 років позбавлення волі, відрахований з Цивільної гвардії і позбавлений військового звання.
Згодом став засновником ультраправу партію Іспанська солідарність, яка брала участь у парламентських виборах, але зазнала нищівної поразки, набравши по всій Іспанії менше 29 тисяч голосів (0,14%). Відійшовши від активної діяльності, писав мемуари, вивчав мови, історію і географію, займався живописом.
Звільнений з військової в'язниці в Алькала-де-Енаресі 2 грудня 1996 на підставі королівського помилування. Техеро провів в ув'язненні 15 років — більше, ніж будь-який з засуджених у справі про путч 23-F.

## На жандармській службі
Виходець з іспанського середнього класу (син вчителя, онук селянина). 
За політичними поглядами батьки Антоніо Техеро були правими республіканцями. 
У 19-річному віці Антоніо Техеро вступив на службу до іспанської жандармерії. Навчався у військовій академії Сарагоси. 
Завжди відрізнявся праворадикальними поглядами, був переконаним прихильником франкістської диктатури, державної цілісності та колоніальної експансії. 
Виступав за жорстке придушення комунізму, лібералізму, анархізму та сепаратизму.
Я не монархіст, але приймаю всі форми правління, зокрема монархію, якщо вона веде країну вірним курсом. Я люблю життя та свободу. Мені подобається порядок. Я практикуючий католик. Політично я не прихильний до будь-якої ідеології. Моя єдина політика — це Іспанія: її мир, порядок, праця і велич. Я не хочу нічого понад зароблене, поважаю прагнення інших мати те, що вони заслуговують. Я намагаюся підтримувати найслабших, але не патерналістські, а на основі рівності та солідарності.

Антоніо Техеро

У грудні 1955 року Техеро здобув лейтенантське звання. 
Служив в Каталонії, Галісії, Андалузії, на Канарських островах, в Бадахосі. 
Подавав рапорт про переведення в Іспанську Сахару (у колонії періодично відбувалися військові сутички з Марокко, потім з ПОЛІСАРІО), але отримав відмову, оскільки добре зарекомендував себе на службі в метрополії. З 1974 року — підполковник Цивільної гвардії.

## Конфлікти із демократичним начальством
Після смерті Франко в 1975 році підполковник Техеро був направлений на жандармську службу в Країну Басків. 
Керував однією із територіальних штаб-квартир. 
Ситуація в регіоні була вкрай тривожною через масовані терористичні атаки сепаратистської організації ЕТА. 
Жандарми зазнавали втрат. 
Техеро організовував жорсткі "зачистки". 
Однак лібералізація державної політики створила для Техеро серйозні службові проблеми. 
У демократичній державі не віталися франкістські методи. 
За звичайні для нього дії (що супроводжувалися акціями типу спалення баскських прапорів) він тричі зазнавав дисциплінарних арештів.
Був усунений з командної посади та переведений у розпорядження командування цивільною гвардією в Малазі. 
На новому місці також вступив у конфлікт із начальством через жорстку антикомуністичну позицію. 
Був направлений в Естремадуру, потім надійшов у розпорядження мадридського командування Цивільної гвардії.
У 1978 році направив королю Хуану Карлосу I поводження з критикою державної політики, відходу від принципів франкізму. 
Був знову підданий дисциплінарному арешту. 
У листопаді 1978 року брав участь у плануванні ультраправого військового перевороту. 
Був заарештований, сім місяців перебував у в'язниці. 
Після відбуття терміну повернувся на жандармську службу.

## Лютневий путч
23 лютого 1981 року підполковник Антоніо Техеро став одним із керівників спроби державного перевороту, відомої як 23-F (за датою виступу) або Ель-Техеро (на ім'я його лідера). 
Під його командуванням близько двохсот бійців Цивільної гвардії захопили парламентську будівлю Палацу конгресу. 
Техеро вимагав переходу до правління військової хунти та повернення до франкістських порядків. 
Рапорт про захоплення парламенту — «Мій генерале, все гаразд» — Техеро передав генералу Мілансу дель Бошу.

Підрозділи армії та Цивільної гвардії, які зайняли Конгрес, не мають інших цілей, крім блага Іспанії та її народу. Не дозволимо сепаратистам перетворити автономію на руйнування. Не допустимо безкарності терористів-вбивць. Відкинемо такий стан справ, коли престиж Іспанії знижується з кожним днем. Збройні сили прагнуть миру, порядку і безпеки. Слава Іспанії!

Антоніо Техеро

Він категорично відкинув пропозицію генерала Армади про створення уряду за участю громадянських партій. 
Близько 18 години група Техеро утримувала палац, але переворот був засуджений королем і незабаром придушений.
 
Техеро здався владі
 
— що цікаво, в особі Цивільної гвардії.

## Суд та в'язниця
За військовий заколот, обтяжений рецидивом, у травні 1982 року Антоніо Техеро був засуджений до 30 років позбавлення волі, відрахований з Цивільної гвардії та позбавлений військового звання. 
Наприкінці він заснував ультраправу партію Іспанська солідарність, яка брала участь у парламентських виборах, але зазнала нищівної поразки, набравши по всій Іспанії менше 29 тисяч голосів (0,14 %). 
На закінчення Техеро писав мемуари, вивчав мови, історію та географію, займався живописом.
Звільнений з військової в'язниці в Алькала-де-Енарес 2 грудня 1996 року виходячи з королівського помилування. 
провів ув'язнення 15 років — більше, ніж будь-який із засуджених у справі про путч 23-F.

## Приватне життя та громадські виступи
Після звільнення Антоніо Техеро веде закрите від публіки приватне життя між Мадридом, Велес-Малагою та Алаурін-де-ла-Торре. Свої малярські заняття він поставив на професійну основу: малює портрети та пейзажі з комерційною реалізацією. 
Купують його картини переважно ультраправі активісти
.
На 30-річчя 23-F у лютому 2011 року Техеро було виявлено журналістами у готелі на Канарських островах. 
Однак він не побажав спілкуватися із пресою. 
Хибна інформація про смерть Антоніо Техеро поширилася наприкінці травня 2018 року, але була швидко спростована його сином. 
Як з'ясувалося, на момент цього повідомлення Техеро з дружиною сиділи за сніданком.
.
Близько десятиліття він не виступав із політичними заявами. 
Однак на початку 2006 року Техеро надіслав відкритий лист до редакції газети Melilla Hoy. 
Він піддав різкій критиці автономію Каталонії, політику тогочасного соціалістичного уряду Сапатеро

і зажадав проведення загальноіспанського референдуму з питання статусу Каталонії
. 
У листопаді 2012 року Техеро подав до прокуратури заяву на голову Каталонської автономії Артура Маса, звинувативши її в «підбурюванні до заколоту»

за заклики до незалежності. 
Таким чином, Техеро залишається вірним унітаристським принципам франкізму.
На початку 2007 року Техеро побував у Мадриді на пам'ятному заході з нагоди смерті Аугусто Піночета
. 
У жовтні 2019 року Антоніо Техеро брав участь у протестах проти перепоховання Франка у Пардо-Мінгоррубіо. 
Присутність Техеро на церемонії перепоховання

особливо відзначалося ЗМІ
.

## Родина
Члени сім'ї Антоніо Техеро є його світоглядними та політичними однодумцями. 
Дружина — Кармен Дієс Перейра — дочка цивільного гвардійця, вчителька за професією.
Чета Техеро має шістьох дітей — синів Антоніо, Рамона, Хуана, дочок Кармен, Долорес, Ельвіру. Антоніо Техеро-молодший — офіцер Цивільної гвардії. Рамон Техеро — відомий священник, філософ і теолог
..
Брат Антоніо Техеро — Мануель — в 1982 році був очільником «Іспанської солідарності»
.